# Mosese Rauluni

a Compétitions nationales et continentales officielles uniquement.

b Matchs officiels uniquement.
Dernière mise à jour le 22 février 2012.
Mosese Rauluni, né le 27 juin 1975 à Suva, est un joueur fidjien de rugby à XV, qui jouait avec l'équipe des Fidji évoluant au poste de demi de mêlée. Il met un terme à sa carrière de joueur à la fin de la saison 2009-2010. Il est l'entraineur des Fijiana Drua.
Son père Taito est également international fidjien, tout comme le frère de Mosese, Jacob et leur cousin Waisale Serevi.

## Biographie
Mosese Rauluni joue en club les Easts de Brisbane de 1991 à 2003, puis les Western Crusaders de 2003 à 2004 avant de rejoindre les Saracens de 2004 à 2010 dans le Championnat anglais. Il connaît sa première cape internationale le 1er novembre 1996 à l’occasion d’un match contre l'équipe des Māori de Nouvelle-Zélande et sa dernière en 2009. Moses Rauluni participe à la coupe du monde 1999 (2 matchs) et à la coupe du monde 2003 (4 matchs) ainsi qu'à la coupe du monde 2007 (5 matchs).

## Statistiques en équipe nationale
- 44 sélections avec l'Équipe des Fidji de rugby à XV dont 11 fois capitaine
- 20 points (4 essais)
- Sélections par année : 1 en 1996, 3 en 1997, 1 en 1998, 4 en 1999, 5 en 2000, 1 en 2001, 7 en 2003, 5 en 2004, 9 en 2005, 3 en 2006, 7 en 2007, 5 en 2008, 2 2009
- 9 sélections avec les Pacific Islanders